# Ferrari 250
El Ferrari 250 es un automóvil deportivo que el fabricante italiano Ferrari produjo entre los años 1953 y 1964. Reemplazó a los Ferrari 166, 195 y 212. A su vez, el modelo tuvo como sucesor al Ferrari 275.
Es un gran turismo con motor delantero longitudinal y tracción trasera, disponible con carrocerías coupé y descapotable. Existieron variantes corta y larga, cuya distancia entre ejes era de aproximadamente 2400 mm (94,5 plg) y 2600 mm (102,4 plg), respectivamente.

## Versiones de calle
La denominación 250 se debe al motor de gasolina V12 Colombo Tipo 125 atmosférico con diseño de un árbol de levas a la cabeza con 2 válvulas (24 en total), cuya cilindrada era de 2953 cm³ (3 litros) con sistema de lubricación por cárter seco, alimentado a través de triples carburadores Weber 36 DCL, con una relación de compresión de 8.5:1. Sin embargo, las primeras versiones de calle (250 Export y 250 Europa), también llevaban el motor V12, pero en su versión Lampredi de 2963 cm³ (3 litros). Presentadas en el Salón del Automóvil de París de 1953, desarrollaban una potencia máxima de 220 CV (217 HP; 162 kW).

### Europa GT, Berlinetta y Cabriolet Pininfarina
La versión 250 Europa GT se presentó al año siguiente, ahora con el motor Colombo, manteniendo los 220 CV (217 HP; 162 kW) de potencia máxima. Fue diseñado por Sergio Pininfarina.
También en 1956 se comenzó a fabricar el 250 GT Berlinetta, que triunfó varias veces en el Tour de Francia Automovilístico. Su potencia original era de 240 CV (237 HP; 177 kW), que aumentó a 260 CV (256 HP; 191 kW) en las últimas unidades.
En 1957 se presentó el 250 GT Cabriolet Pininfarina, la primera versión descapotable. En ese mismo año, Scaglietti lanzó el 250 GT California Spyder, cuya potencia máxima era de 240 CV (237 HP; 177 kW) a las 7000 rpm y un par máximo de 27 kg·m (265 N·m; 195 lb·pie) a las 5000 .

### California Spyder

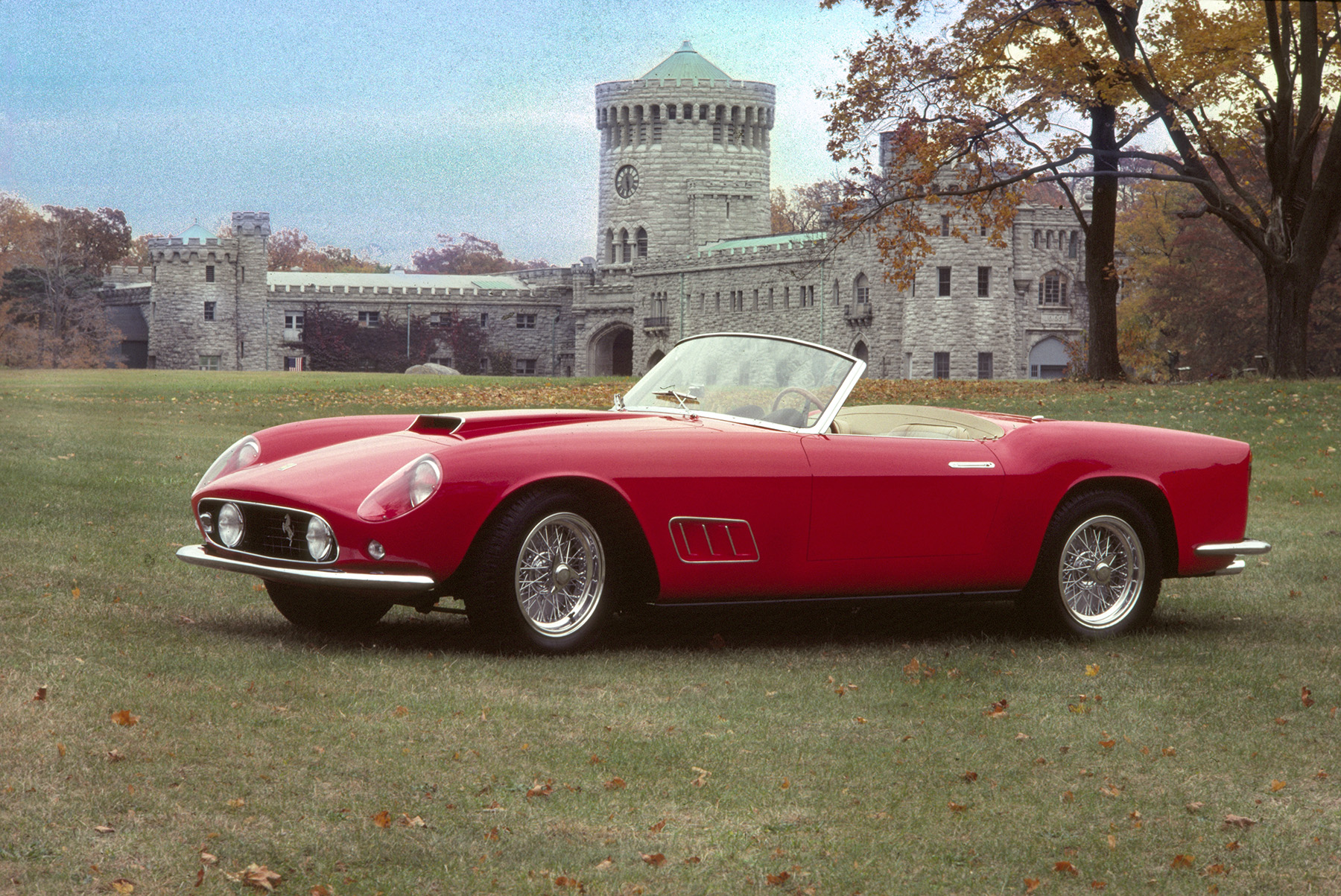
Ferrari 250 GT California Spyder LWB

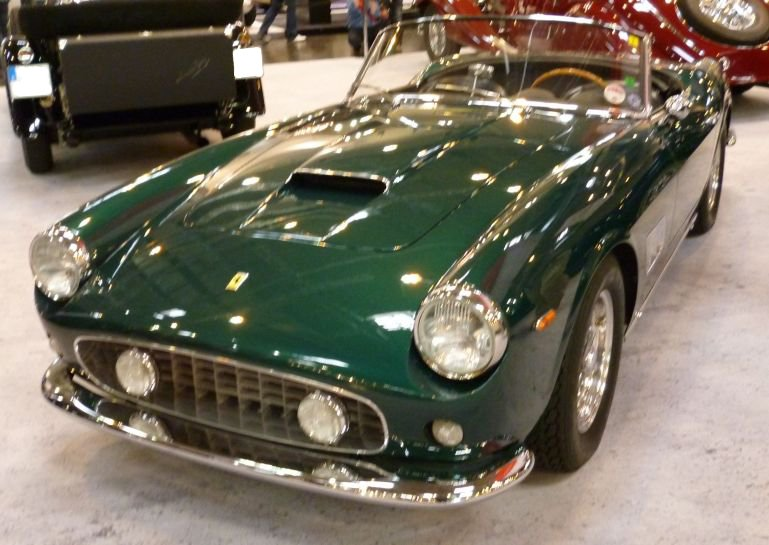
250 GT SWB California Spyder de 1962

Gracias a la reputación deportiva de sus modelos y al trabajo del importador Luigi Chinetti, Estados Unidos se convirtió en un mercado importante para Ferrari. John von Neumann, el representante para la costa oeste, pensó que había terreno abonado para una versión Spider adecuada al sol de California, una especie de berlinetta 250 GT abierta.
A Chinetti le gustó la propuesta y convenció a Enzo Ferrari de que era una buena idea. Scaglietti tuvo la oportunidad de crear este coche ya casi legendario, del que se construyeron 106 unidades, nueve de ellas con carrocería de aleación ligera.
El término ‘spider’ en la denominación de este modelo se puede considerar una anomalía, pues el California es realmente un cabriolet o descapotable con el techo completamente plegable. En cualquier caso, a todos los efectos fue una versión abierta de la berlinetta 250 GT, con la que compartió producción. Por tanto, el término “spider” le diferenciaba de los 250 cabriolets contemporáneos, derivados de los 250 GT cupés, con los que también compartían la línea de montaje. La fabricación de dos coches abiertos al mismo tiempo es la prueba de que este tipo de vehículos estaba de moda a finales de los cincuenta.
El 250 California se produjo en dos series diferentes: el ‘LWB’ (long wheelbase o batalla larga) entre 1958 y 1960 (aunque se había hecho un prototipo a finales de 1957); y el ‘SWB’ (short wheelbase o batalla corta) de 1960 a 1962. De todas formas, el último ejemplar no se completó hasta principios de 1963, con pequeñas variaciones en detalles de la carrocería y la mecánica. Ambas series tuvieron disponible un techo duro desmontable.
A diferencia de lo que dicen muchos libros de historia, la carrocería fue diseñada por Scaglietti y no por Pinin Farina. Estaba hecha principalmente con láminas de acero, con las puertas y los capós de aluminio. Sin embargo, hubo algunos ejemplares realizados por Scaglietti, en su factoría de Módena, completamente en aluminio. El modelo de batalla larga estaba construido sobre un chasis con una distancia entre ejes de 2600 mm (102,4 plg), identificado con el código interno número 508C y, posteriormente, 508D como en las berlinettas Tour de France. Todos estuvieron numerados con las cifras impares típicas de los coches de carretera, seguidas del sufijo ‘GT’. En general, estos vehículos fueron construidos en las mismas líneas que las berlinettas contemporáneas, con las que compartían componentes mecánicos como la suspensión, frenos y dirección. Todos los ejemplares producidos tenían el volante a la izquierda.
Visualmente, las carrocerías de los primeros coches de la serie eran idénticas desde la línea de cintura para abajo a las de las berlinettas; solo el parabrisas, el techo de lona plegable, el perfil del maletero y las manillas de apertura de las puertas tenían una estética diferente. Durante la producción del modelo de batalla larga se hicieron algunos cambios en detalles de la carrocería, como por ejemplo, la forma y el diseño de las salidas de aire del vano motor que había en las aletas delanteras. Más visibles eran los cambios en las aletas posteriores y en los pilotos, así como en el maletero y el perfil de cola, que tenía un pequeño escalón que se proyectaba sobre la base de la tapa del maletero en los coches de la última serie.
Algunos ejemplares tenían los faros cubiertos y otros sin cubrir, una opción que podían elegir los clientes, salvo para los vehículos vendidos en Italia en 1959, donde la legislación de aquel momento obligaba a que los faros siempre fueran abiertos. Los últimos coches de la serie, producidos a finales de 1959 y principios de 1960, llevaban frenos de disco en las cuatro ruedas, en lugar de los de tambor de las primeras unidades.

### Coupé Pininfarina

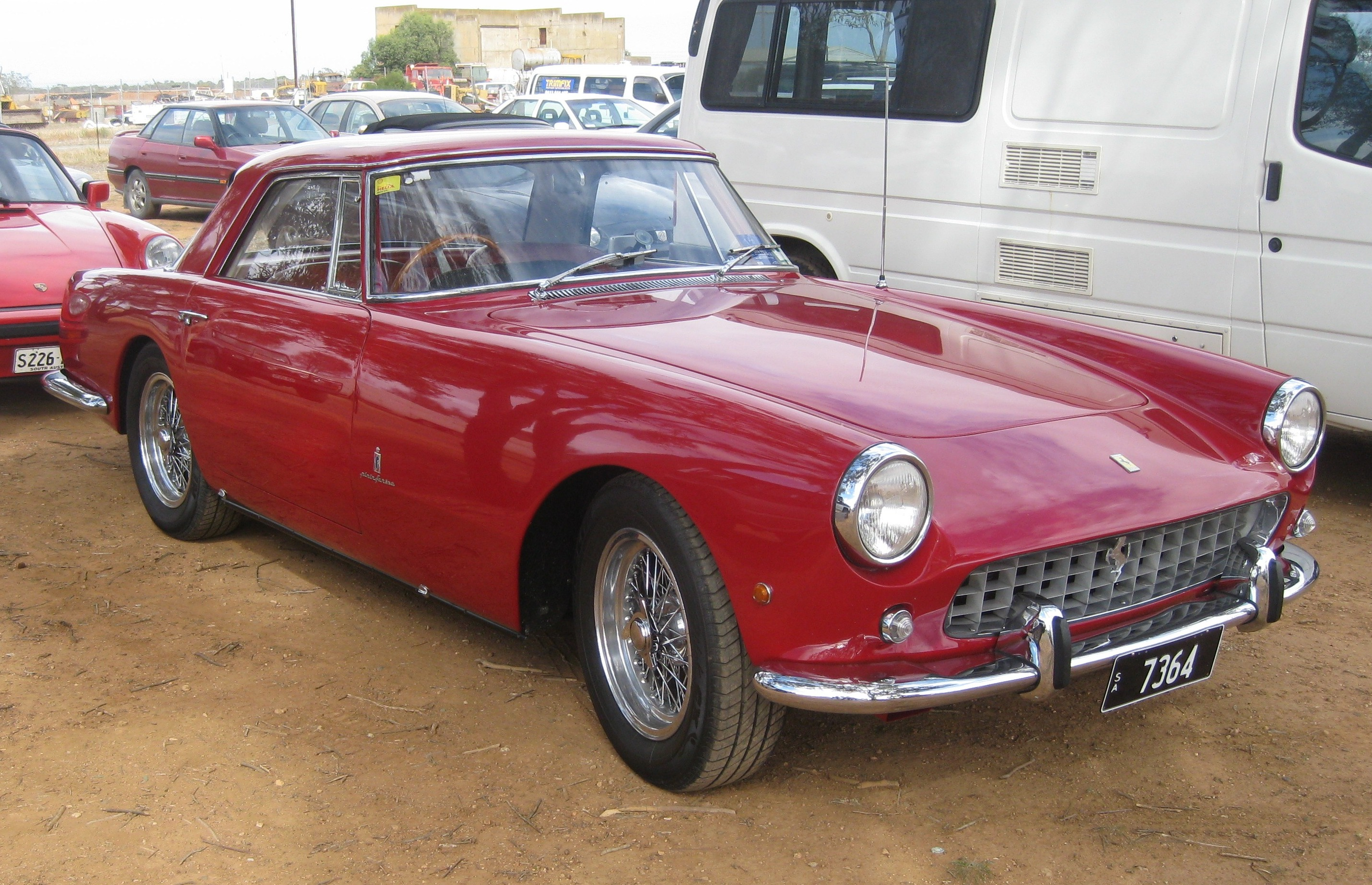
Ferrari 250 GT Coupé Pininfarina

El 250 GT Coupé Pininfarina se presentó en 1958, del cual se produjeron 335 unidades. Del mismo modo, en 1959 se lanzó el 250 GT Cabriolet Pininfarina Serie II, cuya producción ascendió a aproximadamente 212 unidades.

### GT/E
El 250 GT/E fue el primer Ferrari de producción de 2+2 plazas, del que se fabricaron unas 1000 unidades. En 1962 apareció el 250 GT Lusso, con carrocería fastback. El Ferrari 330 America es una versión del 250 equipada con un motor V12 de 4,0 L.

## Versiones de carreras

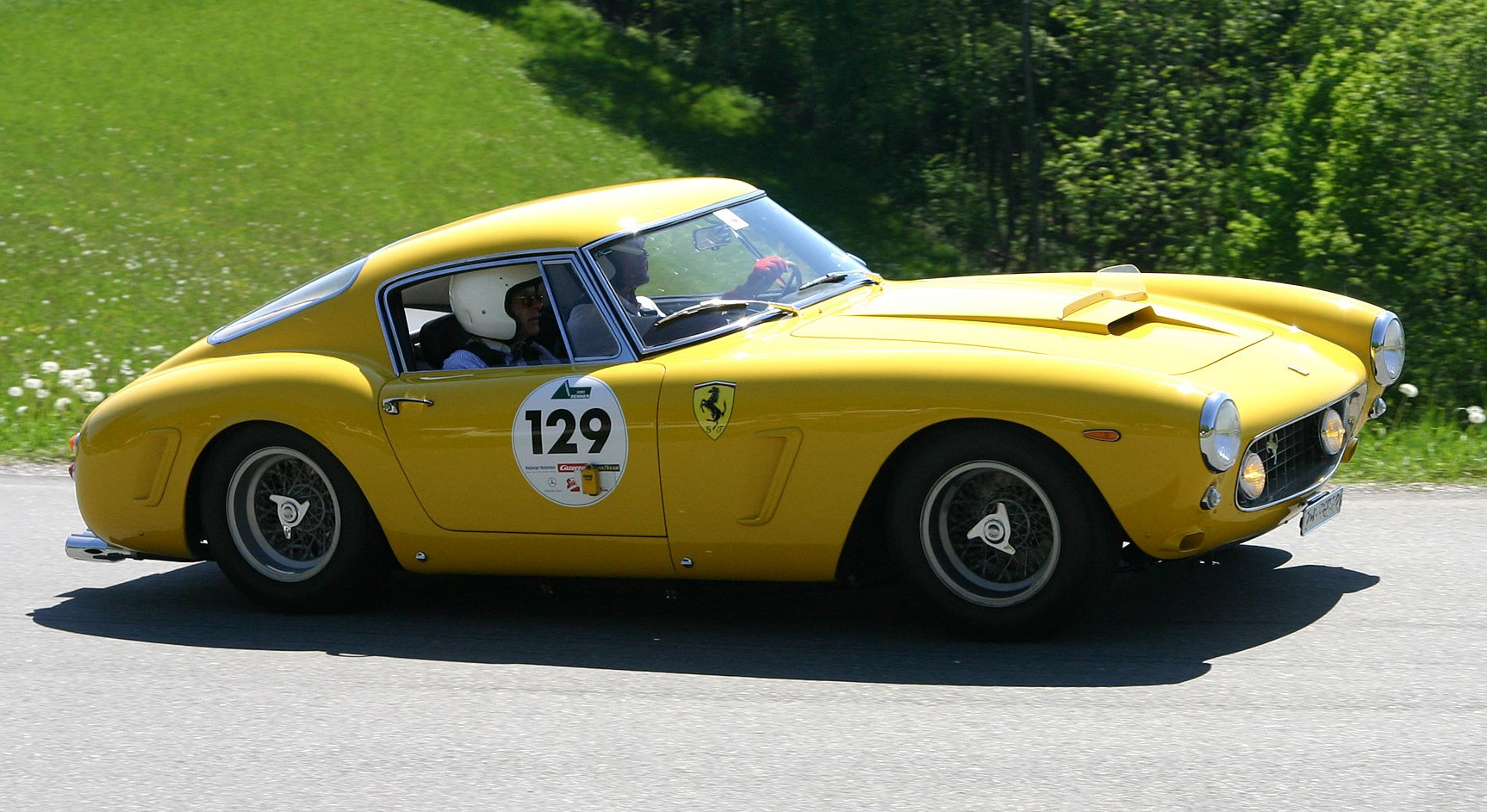
Ferrari 250 GT Berlinetta (1961).

El 225 S anticipó a la 250. Compitió en el Giro de Sicilia de 1952 y luego la Mille Miglia.
El 250 S original estaba equipado con un motor V12 de 230 CV (227 HP; 169 kW), frenos de tambor y caja de cambios de cinco marchas. Se estrenó con una victoria en la Mille Miglia de 1952.
En 1953 se dio paso al 250 MM, que resultó cuarto en la Mille Miglia de 1954.
Varios automóviles de carreras de Ferrari se basan en mayor o menor medida en el 250, entre ellos el Ferrari TR, el Ferrari 250 GTO, el Ferrari 250 y el Ferrari P.

## Lamborghini
El fabricante de tractores Ferruccio Lamborghini fue dueño de varias unidades del Ferrari 250. Insatisfecho por la fragilidad de los embragues y la mala atención al cliente, se quejó ante el propio Enzo Ferrari. Popularmente se cree que esto motivó al empresario a construir sus propios automóviles, fundando la firma Lamborghini.